# Greta Van Susteren
Greta Van Susteren (Appleton, Wisconsin, 11 de junio de 1954) es una abogada y comentarista estadounidense que ha trabajado como presentadora de noticias en CNN, Fox News y NBC.
Formada como defensora penal y litigante civil, apareció como comentarista legal en Burden of Proof de la CNN junto a Roger Cossack desde 1994 hasta 2002. En Fox News presentó On The Record entre 2002 y 2016, tras lo cual emigró a MSNBC, donde presentó For the Record with Greta por seis meses durante 2017. En 2016, fue calificada como la 94.° mujer más poderosa del mundo por Forbes.